# Поппо II (маркграф Истрии)

Маркграфства Истрия и Крайна на карте Карантании

Поппо II (нем. Poppo II.; умер в 1098) — маркграф Крайны с 1070 года и Истрии с 1096 года из династии Веймар-Орламюнде.
Сын и наследник маркграфа Крайны Ульриха I. Мать — София, дочь короля Венгрии Белы I.
Жена — Рихгарда, дочь графа Энгельберта I фон Спанхейма, после смерти которого 1 апреля 1096 года Поппо II унаследовал маркграфство Истрия.
Поппо II был верным сторонником императора Генриха IV и поддерживал его в борьбе за инвеституру.
После смерти Поппо его владения унаследовал брат — Ульрих II.
Согласно «Вейнгартенской истории Вельфов», у Поппо и Рихгарды было две дочери:
- София Истрийская (умерла 1132), жена графа Бертольда II фон Андекс
- Гедвига — мужья: Герман I Винценбург и Адальберт II фон Боген.